# نسیم دگرگونی: آینده دموکراسی در ایران
نسیم دگرگونی: آینده دموکراسی در ایران کتابی نوشته رضا پهلوی شاهزاده و ولیعهد پیشین ایران است. این کتاب به آینده ایران اختصاص و اشاره دارد. رضا پهلوی در کتاب خود از اصول آزادی، دموکراسی و حقوق بشر برای مردم ایران دفاع می‌کند. این کتاب در سال ۲۰۰۲ توسط انتشارات رگنری به زبان انگلیسی و سپس به فارسی منتشر شد.